# Нила Пици
Адионила Негрини Пици (итал. Adionilla Negrini Pizzi; Сант'Агата Болоњезе, 16. април 1919. — Милано, 12. март 2011), познатија као Нила Пици, била је италијанска певачица.
Прва је победница Фестивала у Санрему 1951. године са песмом „Хвала за цвеће“ (итал. Grazie Dei Fiori). Победила је и наредне године са песмом -{„Vola colomba“}-.